# 마누팍투라

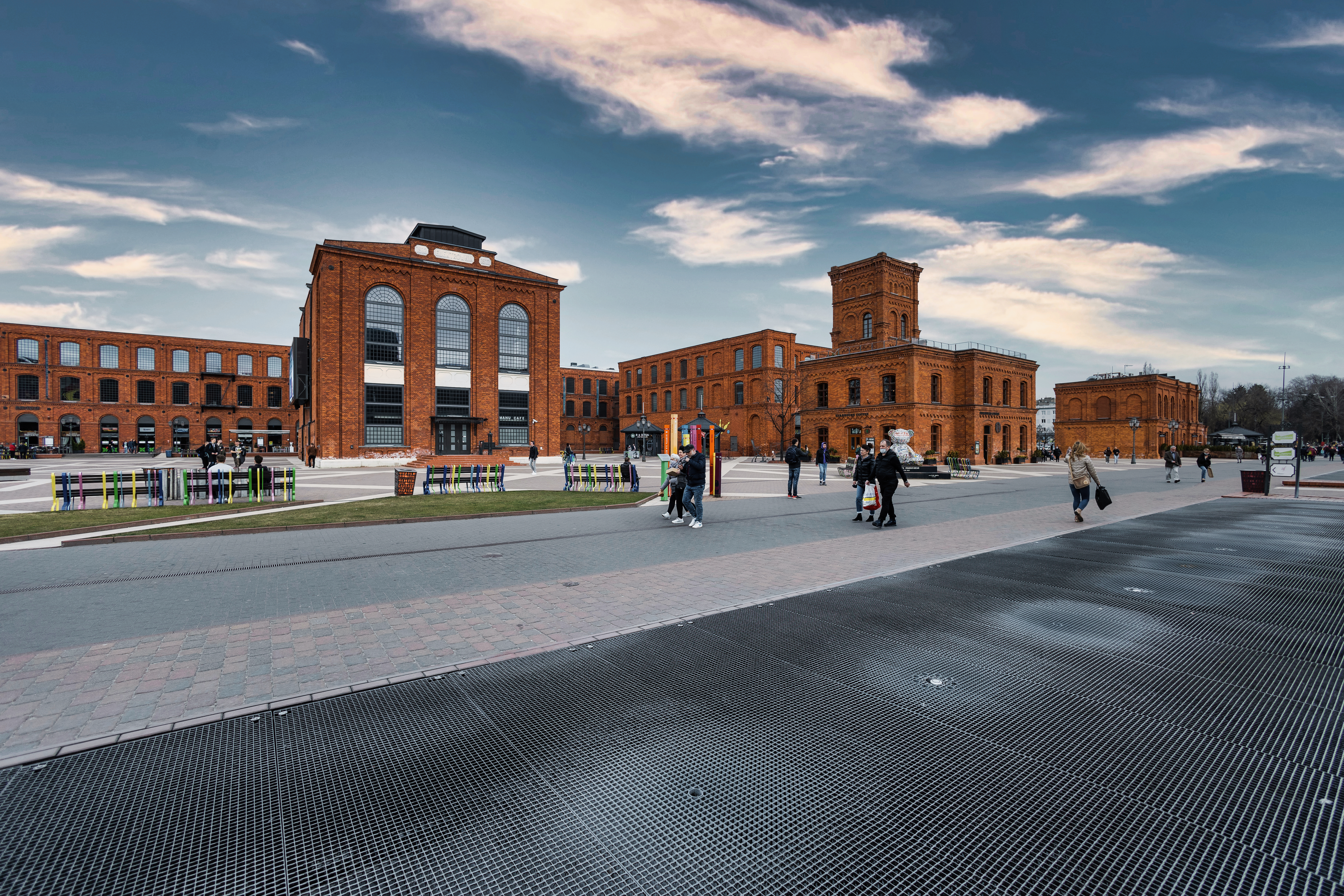
마누팍투라

마누팍투라(폴란드어: Manufaktura)는 폴란드 우치주 우치에 있는 쇼핑몰이자 엔터테인먼트 센터다. 2006년 5월 17일 이스라엘 포즈난스키 공장 단지 부지에 개장했다.